# Abderrahmane Talha
Abderrahmane Talha dit Abou Talha al-Mauritani, ou encore Abderrahmane Talha al-Liby, est un djihadiste mauritanien.

## Biographie
Abderrahmane Talha naît dans les années 1980 d'un père mauritanien et d'une mère malienne, originaire de Tombouctou. Sa famille fuit en Libye lors de la Rébellion touarègue de 1990-1996, et Abderrahmane Talha grandit dans ce pays.
En 2006, il rejoint le Groupe salafiste pour la prédication et le combat, qui devient quelques mois plus tard Al-Qaida au Maghreb islamique. Il combat sous les ordres d'Abou Zeid au sein de la katiba Tarik Ibn Ziyad. En 2008, il prend part au combat de Tourine. Interviewé en 2012 par Al Jazeera à Tombouctou, Talha affirme avoir voyagé au Niger, en Algérie, au Burkina Faso et même au Nigeria.
Au cours de la guerre du Mali, il est actif au sein de police islamique à Tombouctou d'avril 2012 à janvier 2013. À la suite de la mort, en février 2013, de Mohamed Lemine Ould El-Hassen, tué par les Français, AQMI annonce le 23 septembre 2013, dans un communiqué, avoir choisi Abderrahmane Talha pour prendre sa succession à la tête de la katiba Al Fourghan.
Vers novembre 2015, il apparaît avec plusieurs de ses combattants à Bouajbi, au nord-est de Tombouctou, en plein milieu d'une réunion de la tribu arabe des Oulad Iche. Cette apparition est diffusée dans une vidéo par AQMI. Abderrahmane Talha y tient un discours anti-français et tente de se concilier les tribus arabes de la région.